# Maydenoptila cuneola
Maydenoptila cuneola är en nattsländeart som beskrevs av Arturs Neboiss 1977. Maydenoptila cuneola ingår i släktet Maydenoptila och familjen smånattsländor. Inga underarter finns listade i Catalogue of Life.